# Mistrovství České republiky v přespolním běhu
Historie mistrovství ČR v přespolním běhu (údaje do roku 2009 včetně)
Mistrovství republiky v přespolním běhu neboli krosu se běhá na různých tratích. Proto nejsou historicky evidovány rekordy tratí, mistrovství či nejlepší dosažené časy. Závody mužů se dělí na „vytrvalce“, což jsou tratě okolo 9 až 10 km, a „mílaři“, což jsou tratě okolo 4 až 6 km. Mužské a ženské závody se pořádají od roku 1969, junioři a juniorky běhají od roku 1990, žáci a žákyně od roku 1974, mladší žáci a mladší žákyně
od roku 2008.

## Muži – vytrvalci (10 000 m)
Medailisté
1998: 1. Pavel Faschingbauer, 2. Michael Nejedlý, 3. Michal Šmíd

1999: 1. Pavel Faschingbauer, 2. Michael Nejedlý, 3. Zdeněk Mezulianik

2000: 1. Pavel Faschingbauer, 2. Michael Nejedlý, 3. Aleš Drahoňovský

2001: 1. Tomáš Krutský, 2. Michal Šmíd, 3. Jan Havlíček

2002: 1. Tomáš Krutský, 2. Pavel Faschingbauer, 3. Michael Nejedlý

2003: 1. David Gerych, 2. Tomáš Krutský, 3. Michael Nejedlý

2004: 1. Pavel Faschingbauer, 2. Jan Kreisinger, 3. David Gerych

2005: 1. David Gerych, 2. Tomáš Krutský, 3. Jan Bláha

2006: 1. Róbert Štefko, 2. David Gerych, 3. Pavel Faschingbauer

2007: 1. Milan Kocourek, 2. Róbert Štefko, 3. Jan Kreisinger

2008: 1. Milan Kocourek, 2. Robert Krupička, 3. Róbert Štefko

2009: 1. Milan Kocourek, 2. Róbert Štefko, 3. Jan Kreisinger

## Muži – mílaři (4000 m)
Medailisté
1998: 1. Michal Vokolek, 2. Radek Adamičko, 3. Petr Kaliba

1999: 1. Tomáš Krutský, 2. Pavel Trňáček, 3. Radek Adamičko

2000: 1. Tomáš Krutský, 2. Radek Adamičko, 3. Zdeněk Dúbravčík

2001: 1. Zdeněk Dúbravčík, 2. Jiří Miler, 3. Vladimír Pospíšil

2002: 1. Zdeněk Dúbravčík, 2. Jiří Miler, 3. Vladimír Pospíšil

2003: 1. Jiří Miler, 2. Zdeněk Dúbravčík, 3. Lubomír Pokorný

2004: 1. Michael Nejedlý, 2. František Zouhar, 3. Peter Mikulenka

2005: 1. Jiří Miler, 2. Michal Málek, 3. Vladimír Pospíšil

2006: 1. Jiří Miler, 2. Peter Mikulenka, 3. Petr Doubravský

2007: 1. Zdeněk Medlík, 2. Peter Mikulenka, 3. Jan Polášek

2008: 1. Tomáš Bednář, 2. Jan Kreisinger, 3. Pavel Dvořák

2009: 1. Peter Mikulenka, 2. Petr Doubravský, 3. Jiří Miler

## Ženy (6000 m)
Medailistky
1998: 1. Alena Peterková, 2. Helena Volná, 3. Jana Biolková

1999: 1. Petra Drajzajtlová, 2. Jana Biolková, 3. Renata Hoppová

2000: 1. Jana Biolková, 2. Jana Klimešová, 3. Petra Drajzajtlová

2001: 1. Jana Klimešová, 2. Petra Drajzajtlová, 3. Radka Holubová

2002: 1. Jana Biolková, 2. Jana Mostecká, 3. Radka Holubová

2003: 1. Jana Biolková, 2. Petra Kamínková, 3. Lenka Švaňhalová

2004: 1. Irena Petříková, 2. Lucie Mullerová, 3. Eva Burdychová

2005: 1. Vendula Frintová, 2. Táňa Metelková, 3. Lucie Müllerová

2006: 1. Jana Klimešová, 2. Petra Kamínková, 3. Monika Preibischová

2007: 1. Lenka Všetečková, 2. Ivana Sekyrová, 3. Táňa Metelková

2008: 1. Monika Preibischová, 2. Lenka Všetečková, 3. Jana Čábelková

2009: 1. Lucie Sekanová, 2. Lenka Všetečková, 3. Preibischová Monika

## Junioři (6000 m)
Medailisté
1998: 1. Tomáš Krutský, 2. Jan Havlíček, 3. Petr Losman

1999: 1. Jan Polášek, 2. Robin Vohlídal, 3. Tomáš Harom

2000: 1. Robin Vohlídal, 2. Tomáš Koválek, 3. Petr Hudek

2001: 1. Robin Vohlídal, 2. Petr Hudek, 3. František Zouhar

2002: 1. Jan Kreisinger, 2. Zdeněk Pichl, 3. Jan Tománek

2003: 1. Jan Kreisinger, 2. Václav Janoušek, 3. Michal Málek

2004: 1. Václav Janoušek, 2. Martin Mužík, 3. Kamil Krunka

2005: 1. Martin Mužík, 2. Zdeněk Medlík, 3. Jan Hamr

2006: 1. Milan Kocourek, 2. Jakub Holuša, 3. Lukáš Kourek

2007: 1. Jakub Holuša, 2. Jiří Zemjánek, 3. Roman Rudolecký

2008: 1. Jakub Živec, 2. Josef Krygar, 3. Jakub Bajza

2009: 1. Jakub Živec, 2. Filip Jalový, 3. Jiří Homoláč

## Juniorky (4000 m)
Medailistky
1998: 1. Pavlína Vondrková, 2. Radka Holubová, 3. Petra Bartáková

1999: 1. Marie Volná, 2. Renata Straková, 3. Petra Lochmanová

2000: 1. Eva Tománková, 2. Irena Petříková, 3. Marcela Lustigová

2001: 1. Marcela Lustigová, 2. Irena Petříková, 3. Eva Tománková

2002: 1. Vendula Frintová, 2. Eva Tománková, 3. Květa Pecková

2003: 1. Lucie Křížová, 2. Lenka Ptáčková, 3. Eva Tománková

2004: 1. Lenka Ptáčková, 2. Monika Preibischová, 3. Květa Pecková

2005: 1. Tereza Čapková, 2. Lucie Křížová, 3. Dana Šatrová

2006: 1. Lucie Sekanová, 2. Lucie Sárová, 3. Sylvie Svobodová

2007: 1. Lucie Sárová, 2. Lucie Sekanová, 3. Eliška Antošová

2008: 1. Lucie Sekanová, 2. Martina Bařinová, 3. Eva Krchová

2009: 1. Martina Bařinová, 2. Kateřina Beroušková, 3. Adéla Hofmannová

## Dorostenci (4000 m)
Bojují o tituly od roku 1970, ale už v roce 1969 byli na mistrovství ČSSR vyhlášeni mistři ČR podle umístění. Do roku 1990 se závodilo ve dvou kategoriích (starší a mladší), v některých letech měli starší dorostenci dva závody (vytrvalci a mílaři). Od roku 1991 je v dorostu pouze jedna kategorie. 
Medailisté
1998: 1. Jakub Erber, 2. Martin Zhoř, 3. Martin Michálek

1999: 1. Petr Hudek, 2. Jan Kopecký, 3. Zdeněk Pichl

2000: 1. Zdeněk Pichl, 2. Jakub Machuta, 3. Josef Milostný

2001: 1. Jaroslav Barák, 2. Jakub Machuta, 3. Robin Kramář

2002: 1. Martin Mužík, 2. Luboč Gaisl, 3. Lukáš Beránek

2003: 1. Jiří Kubalák, 2. Tomáš Lorenc, 3. Jan Hamr

2004: 1. Jakub Holuša, 2. Milan Kocourek, 3. Jan Zíka

2005: 1. Jakub Holuša, 2. Lukáš Kourek, 3. Jiří Zemjánek

2006: 1. Jakub Živec, 2. Zdeněk Hejduk, 3. Radoslav Groh

2007: 1. Filip Jalový, 2. Pavel Rybišár, 3. Jakub Bajza

2008: 1. Jaroslav Satýnek, 2. Petr Lukeš, 3. Ondřej Doležel

2009: 1. Tomáš Jaša, 2. Petr Kaminski, 3. Ondřej Doležel

## Dorostenky (3000 m)
Bojují o tituly od roku 1970, ale už v roce 1969 byli na mistrovství ČSSR vyhlášeni mistři ČR podle umístění. Do roku 1990 se závodilo ve dvou kategoriích (starší a mladší), v některých letech měli starší dorostenci dva závody (vytrvalci a mílaři). Od roku 1991 je v dorostu pouze jedna kategorie. 
Medailistky
1998: 1. Pavlína Vondrková, 2. Pavla Havlová, 3. Ilona Tlustošová

1999: 1. Irena Petříková, 2. Blanka Milostná, 3. Marcela Lustigová

2000: 1. Irena Petříková, 2. Lenka Všetečková, 3. Eva Tománková

2001: 1. Eva Tománková, 2. Lenka Kožíšková, 3. Lenka Všetečková

2002: 1. Květa Pecková, 2. Lenka Ptáčková, 3. Anna Rohuláková

2003: 1. Lucie Křížová, 2. Dana Šatrová, 3. Ivana Johnová

2004: 1. Simona Vrzalová, 2. Alice Zachariášová, 3. Lucie Křížová

2005: 1. Lucie Sekanová, 2. Petra Spurná, 3. Eliška Antošová

2006: 1. Martina Bařinová, 2. Eva Krchová, 3. Eliška Antošová

2007: 1. Michaela Hlavatá, 2. Karolína Holušová, 3. Petra Kuříková

2008: 1. Petra Kuříková, 2. Kateřina Beroušková, 3. Tereza Novotná

2009: 1. Tereza Novotná, 2. Diana Mezuliáníková, 3. Marie Miličková

## Žáci (3000 m)
Medailisté
1998: 1. Zdeněk Pichl, 2. Miroslav Hanke, 3. Martin Hudek

1999: 1. Jakub Machuta, 2. Miroslav Šmíd, 3. Jakub Suchý

2000: 1. Pavel Picka, 2. Marek Růžička, 3. Vladislav Šílený

2001: 1. Radek Vážanský, 2. Martin Mužík, 3. Kamil Krunka

2002: 1. Petr Říha, 2. Michal Kvasnička, 3. Jaromír Dědeček

2003: 1. František Schoval, 2. Lukáš Olejníček, 3. Ondřej Jeníček

2004: 1. Radoslav Groh, 2. Štěpán Řemínek, 3. Jakub Živec

2005: 1. Jakub Živec, 2. Kamil Krbek, 3. Tomáš Večeře

2006: 1. Jan Svěrák, 2. Josef Matura, 3. Jaroslav Satýnek

2007: 1. Petr Kaminski, 2. Jaroslav Satýnek, 3. Petr Lukeš

2008: 1. Lukáš Mašín, 2. Martin Chlada, 3. Tomáš Sláma

2009: 1. Jakub Šesták, 2. Jakub Zemaník, 3. Bedřich Mlčoch

## Žákyně (2000 m)
Medailistky
1998: 1. Irena Petříková, 2. Eva Tománková, 3. Veronika Blašková;

1999: 1. Eva Tománková, 2. Veronika Blašková, 3. Jitka Vaculíková

2000: 1. Aneta Pražáková, 2. Jana Soumarová, 3. Pavla Zavoralová

2001: 1. Lucie Křížová, 2. Lenka Matoušková, 3. Michaela Bubíková

2002: 1. Lucie Křížová, 2. Aneta Pražáková, 3. Michaela Bubíková

2003: 1. Martina Andrštová, 2. Markéta Schubertová, 3. Šárka Brandejská

2004: 1. Lucie Sekanová, 2. Barbora Kloubová, 3. Eva Krchová

2005: 1. Karolína Grohová, 2. Karolína Holušová, 3. Petra Kuříková

2006: 1. Petra Kuříková, 2. Diana Mezulianíková, 3. Tereza Ciencialová

2007: 1. Helena Tlustá, 2. Lada Nováková, 3. Diana Mezulianíková

2008: 1. Pavla Rousková, 2. Helena Tlustá, 3. Alena Ulrichová

2009: 1. Alena Ulrichová, 2. Kateřina Čermáková, 3. Kateřina Kratochvílová

2011: 1. Eliška Auersvaldová, 2. Natálie Kolajová, 3. Tereza Hrochová

2012: 1. Natálie Kolajová, 2. Michaela Stránská, 3. Helena Benčová

## Mladší Žáci (2000 m)
Medailisté
2008: 1. Martin Hlaváček, 2. Jan Pavel, 3. Martin Perutka

2009: 1. Vladimír Šmiřák, 2. Filip Sasínek, 3. Michal Suchánek

## Mladší Žákyně (1500 m)
Medailistky
2008: 1. Kateřina Čermáková, 2. Anna Šambergerová, 3. Tereza Korvasová

2009: 1. Lucie Křížová, 2. Tereza Korvasová, 3. Michaela Stránská

2010: 1. Beshirová Carmen Idris, 2. Michaela Stránská, 3. Natálie Kolajová

2011: 1. Beshirová Carmen Idris, 2. Barbora Pribičinová, 3. Adéla Civínová